# Malcoha à bec peint
Rhamphococcyx calyorhynchus
Genre
Espèce
Statut de conservation UICN

 LC  : Préoccupation mineure
Synonymes
- Phaenicophaeus calyorhynchus (protonyme)
- Zanclostomus calyorhynchus

Le Malcoha à bec peint (Rhamphococcyx calyorhynchus) est une espèce d'oiseaux de la famille des Cuculidae, endémique d'Indonésie (Sulawesi et Îles Togian).

## Sous-espèces
D'après le Congrès ornithologique international, cette espèce est représentée par trois sous-espèces :
- Rhamphococcyx calyorhynchus calyorhynchus (Temminck, 1825) ;
- Rhamphococcyx calyorhynchus meridionalis (A.B. Meyer & Wiglesworth, 1896) ;
- Rhamphococcyx calyorhynchus rufiloris (Hartert, 1903).